# Внеклеточные везикулы
Внеклеточные везикулы — это крошечные внеклеточные пузырьки, которые выделяют клетки различных тканей или органов в окружающую их среду.
Они найдены в различных жидкостях организма, в том числе в плазме крови, моче, слюне, амниотической жидкости, грудном молоке и жидкости, накапливающейся при плевральном асците. Внеклеточные везикулы можно подразделить на четыре основных класса: (I) эктосомы, (II) экзосомы, (III) апоптозные тельца и (IV) ретровирус-подобные частицы/микровезикулы.

## Эктосомы (микровезикулы)
Эктосомы, или почкующиеся микровезикулы, представляют собой довольно крупные пузырьки (от 50 до 1000 нм в диаметре). Они образуются путём выпячивания плазматической мембраны из клетки наружу с последующим отделением образовавшегося пузырька от мембраны клетки. Эктосомы выделяются различными клетками, включая клетки опухолей, полиморфноядерные лейкоциты, стареющие эритроциты и активированные тромбоциты. Одной из характерных особенностей эктосом является появление на поверхности их мембраны фосфатидилсерина (PS). В отличие от экзосом, эктосомы хорошо связываются с аннексином V и могут связываться с протромбином и фактором свёртывания крови X c образованием протромбиназного комплекса.
По мнению (пока спорному) некоторых исследователей именно эктосомы, а не экзосомы являются переносчиками нуклеиновых кислот между клетками.

## Экзосомы
Экзосомы — это сравнительно небольшие мембранные везикулы (от 40 до 100 нм в диаметре) образующиеся из эндосомальных мультивезикулярных телец в результате их слияния с поверхностной мембраной клетки.

## Апоптозные тельца
Апоптозные тельца высвобождаются из фрагментированных в результате апоптоза клеток. Они имеют размер порядка 50-5000 нм в диаметре и представляют собой фрагменты умирающих клеток. Как и у эктосом, их характерной особенностью является появление на поверхности их мембраны фосфатидилсерина (PS)

### Большие онкосомы
В дополнение к очень большим внеклеточным везикулам, высвобождаемым во время апоптоза, внеклеточные везикулы микронного размера могут продуцироваться раковыми клетками, нейронами и другими клетками. Когда эти частицы продуцируются раковыми клетками, они называются «большими онкосомами» и могут достигать размеров, сопоставимых с размерами отдельных клеток, с тем отличием что они не содержат цельных ядер. На модели рака простаты у мыши и на культуре фибробластных клеток человека было показано, что они способствуют метастазированию. Клеточная интернализация (поглощение клеткой) больших онкосом может репрограммировать нормальные клетки мозга в патологические, активировав в них способность к делению и миграции. Обнаружено, что на поздних стадиях заболевания глиобластомой в образцах крови от пациентов наблюдается значительно большее количество крупных онкосом, чем на ранних.

### Экзоферы
Экзоферы представляют собой класс больших внеклеточных везикул диаметром примерно четыре микрона, наблюдаемых у модельных организмов от «Caenorhabditis elegans» и до мышей. Предполагается, что они являются механизмом удаления нежелательного клеточного материала, включая белковые агрегаты и поврежденные органеллы. Экзоферы могут оставаться связанными с телом клетки тонкой мембранной нитью, напоминающей туннелирующую нанотрубку.

### Миграсомы
Миграсомы представляют собой большие мембраносвязанные внеклеточные везикулы, диаметром от 0,5 до 3 микрон, которые образуются на концах ретракционных волокон, оставшихся после миграции клеток в процессе, называемом «миграцитоз». Миграсомы могут продолжать заполняться цитозолем и расширяться, даже когда исходная клетка удаляется. Впервые миграсомы были обнаружены в культуре клеток почек крыс, но они также продуцируются клетками мыши и человека.
Предполагается что функциональная роль этих внеклеточных везикул заключается в митохондриальном гомеостазе. С их помощью повреждённые митохондрии могут вытесняться из мигрирующих клеток внутри миграсом.

## Роль в организме
С помощью внеклеточных везикул локально на уровне клеточной ниши и системно на уровне организма осуществляется межклеточная коммуникация — (перекрёстный обмен сигнальной информацией) в виде крупных биомолекул, таких как РНК и белки — ферменты. Важную роль в развитии, регенерации и таких видах жизнедеятельности организма как метаболизм и целенаправленное движение множества клеток в определённом направлении имеет, в частности, осуществляемая с помощью внеклеточных везикул паракринная регуляция, названная «фенотипической синхронизацией клеток», сокращённо PSyC (англ. Phenotypic Synchrony of Cells), благодаря которой близлежащие клетки синхронизируют друг с другом стадии дифференцировки и клеточные фенотипы.

## Роль в диагностике
ДНК, полученная из внеклеточных везикул, несёт те же связанные с раком генетические мутации, что и раковые клетки, взятые из опухоли. Поэтому анализ ДНК внеклеточных везикул, полученных из образцов крови, может помочь определить наличие раковой опухоли в организме и даже выявить конкретные мутации без необходимости дорогостоящей и небезопасной для пациента биопсии образца опухоли.
Разработано простое и дешёвое микрожидкостное устройство типа «лаборатория на чипе» — «ExoChip» для выделения внеклеточных везикул, обогащённых экзосомами, непосредственно из кровяной сыворотки, которое позволяет подсчитать количество экзосом и выделить из них неповрежденную (интактную) РНК для изучения «профиля» микроРНК. Предполагается, что это устройство станет прототипом для разработки микролаборатории для экспресс диагностики онкологических заболеваний.